# آخرین روزهای پمپئی (فیلم ۱۹۲۶)
آخرین روزهای پمپئی (ایتالیایی: Gli ultimi giorni di Pompei ) فیلم درام تاریخی صامت به کارگردانی کارمینه گالونه است که در سال ۱۹۲۶ منتشر شد. این فیلم بر پایهٔ رمانی به همین نام اثر ادوارد بولور لیتن ساخته شد.

## بازیگران
- ویکتور وارکونی
- رینا د لیگوئورو
- ماریا کوردا
- برنهارد گوتزکه
- امیلیو گیونه
- جیلدو بوچی
- فروچو بیانچینی
- کارلو گوالاندری
- واسکو کرتی
- آلفردو مارتینلی
- جوزپه پیه‌روتسی
- کارلو دوسه